# Parco urbano Franco Agosto
Il parco urbano Franco Agosto è il principale parco pubblico della città di Forlì, in Emilia-Romagna. Progettato dall'architetto comunale Elves Sbaragli, è stato inaugurato nel 1994 dal sindaco Sauro Sedioli. Più antico è invece il parco cittadino oggi chiamato Parco della Resistenza.
Il parco Franco Agosto si estende su una superficie di circa 27 ettari ed è intitolato al primo sindaco di Forlì dopo la liberazione dal fascismo.
Collocato a ridosso del centro storico della città, presenta numerosi ingressi, tra cui i principali sono da via Fiume Montone e da viale dell'Appennino. Il parco è fiancheggiato dal fiume Montone, che è separato dal parco da un sentiero che da Porta Schiavonia conduce all'Ospedale Morgagni Pierantoni. Il territorio del parco è molto ampio e presenta diverse colline e piccoli canali artificiali scavalcati da ponticelli. Vi si trova anche un lago e una fontana monumentale a forma di piramide (non più attiva) preso l'entrata da via Andrelini, vicino ai musei di San Domenico.
La superficie del parco si presenta come un grande tappeto erboso ricco di alberi e dalla fauna composita. Caratteristica è la "collina dei conigli", una collinetta piena di tane di conigli i cui numerosi occupanti vagano liberi ed indisturbati per il parco; non va dimenticata la massiccia presenza di nutrie presso il laghetto.
Poiché il parco è molto vasto e presenta numerose ricchezze naturali, è visitabile anche con il trenino turistico. Al suo interno sono ubicati un bar, un ristorante (ricavato da un'antica casa colonica sulla "collina dei conigli"), un chiosco della piadina e dei gelati, un pub, nonché un'area dedicata allo sport e ai giochi per i bambini.
Nel corso dell'anno nel parco si svolgono numerose manifestazioni ed eventi di ogni genere.